# Übereinkommen über den Schutz des Bodensees gegen Verunreinigung

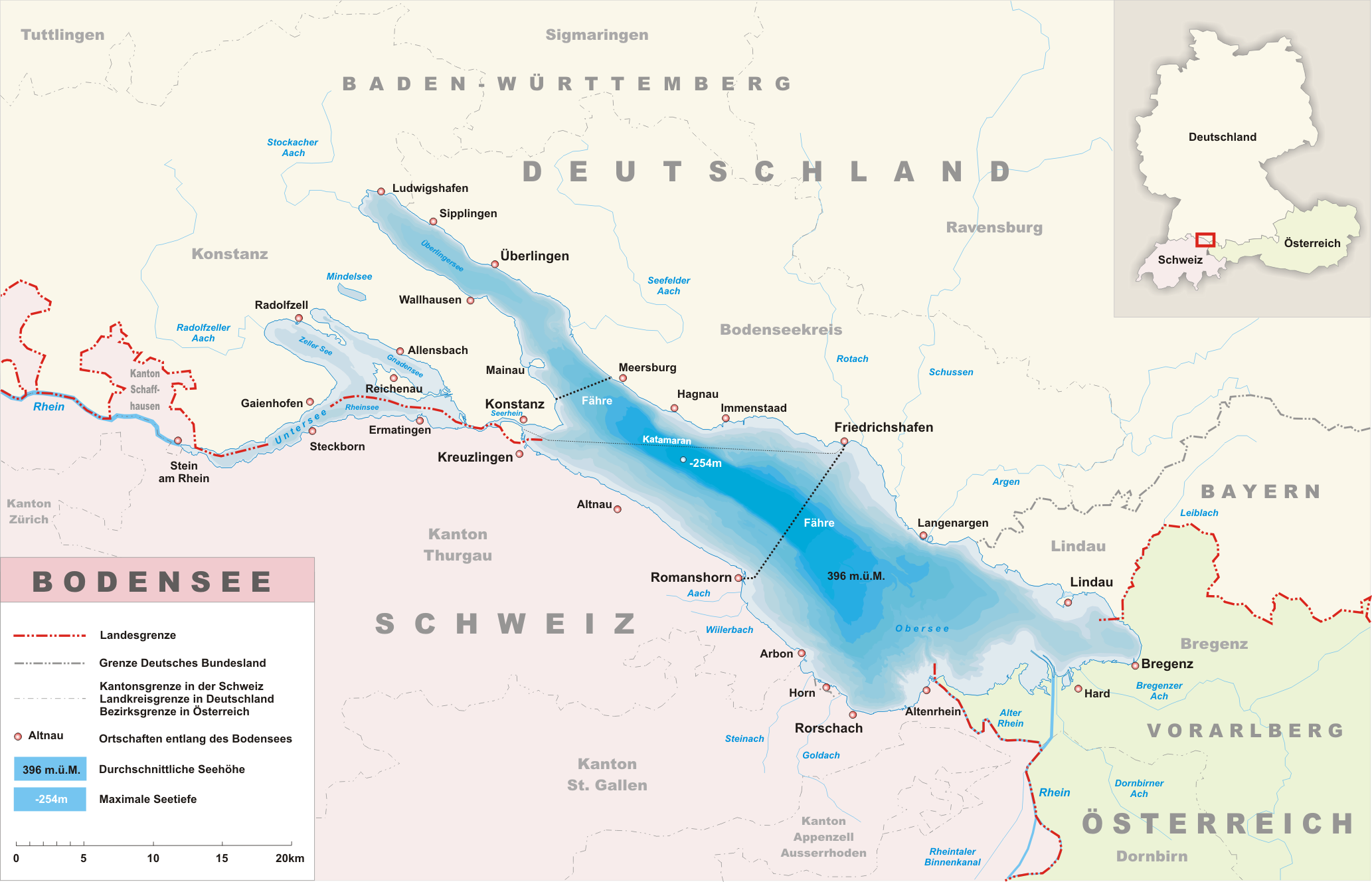
Der Bodensee

Das Übereinkommen über den Schutz des Bodensees gegen Verunreinigung ist ein multilaterales Umweltabkommen mit dem Ziel, den Bodensee vor Gewässerverschmutzung zu schützen. Mit ihm wurde die Gründung der Internationalen Gewässerschutzkommission für den Bodensee (IGKB) beschlossen. Deren konstituierende Sitzung fand im November 1959 im schweizerischen St. Gallen am Bodensee statt. Das Übereinkommen wurde am 27. Oktober 1960 in Steckborn (Kanton Thurgau) beschlossen und trat am 10. November 1961 in Kraft.

## Mitglieder
Unterzeichner sind das Land Baden-Württemberg, der Freistaat Bayern, die Republik Österreich sowie die Schweizerische Eidgenossenschaft durch die Kantone Thurgau, St. Gallen und Graubünden. Die Kantone Appenzell Ausserrhoden und Appenzell Innerrhoden unterstützen die Gewässerschutzmaßnahmen ebenfalls. Die Bundesrepublik Deutschland, welche die Gründung der IGKB unterstützt hat, entsendet einen Beobachter. Ebenfalls ist ein Beobachter des Fürstentums Liechtenstein in der Kommission vertreten.

## Organisation
Die Internationale Gewässerschutzkommission für den Bodensee findet sich einmal jährlich im Mai zu einem Treffen zusammen. Bei diesem Treffen, dessen Ort zwischen den Mitgliedsstaaten rotiert, werden einstimmig Entscheidungen getroffen. Der Vorsitz der Kommission rotiert im zweijährigen Rhythmus zwischen den beteiligten Staaten. Darüber hinaus gibt es eine Reihe von Fachbereichen, deren Vertreter der IGKB beratend zur Seite stehen und sich mehrmals jährlich untereinander abstimmen. Im Übereinkommen ist außerdem eine Zusammenarbeit mit der Internationalen Kommission zum Schutze des Rheins (IKSR) vorgesehen.

Die Entwicklung der Phosphorkonzentration des Bodensees

## Erfolge
Durch den Bau und die technische Verbesserung von Kläranlagen rund um den Bodensee konnte die Phosphorbelastung des Wassers deutlich reduziert werden, womit den Algen ein wichtiger Nährstoff entzogen wurde. Des Weiteren versucht die IGKB die Beeinträchtigung des Ökosystems durch Aufschüttungen, Hafenanlagen sowie die Nutzung durch Wassersport und Schifffahrt zu minimieren und verbaute Uferzonen zu renaturieren. Auch die Bekämpfung von Unfällen mit wassergefährdenden Stoffen wie beispielsweise Öl zählt zum Aufgabenspektrum der IGKB. Zudem sind Netzgehege im Bodensee laut den Richtlinien nach wie vor verboten.